# Enrico Saller
Enrico Saller (* 12. August 1995 in Deggendorf, Bayern) ist ein deutscher Regisseur, Drehbuchautor und Fotograf.

## Leben
Saller hat väterlicherseits indische Wurzeln. Seine Kindheit verbrachte er mit seinen Eltern in Plattling. Ab seinem 13. Lebensjahr beschäftigte er sich mit der Materie Film und arbeitete schon an kleinen Theateraufführungen mit. 2012 machte er seinen Realschulabschluss.
Er lebt derzeit (Stand 2024) im Bayerischen Wald.

## Karriere
Enrico Saller begann seine filmische Laufbahn 2015 mit einem Promo‐Trailer zu einem eigenen Drehbuch und inszenierte anschließend Musikvideos für Teilnehmer von Deutschland sucht den Superstar.
2018 folgte sein Kurzspielfilm Memories, den er in München realisierte.
2021 produzierte er mit WeNeedLive – Wir geben Künstlern eine Bühne zurück eine TV-Show für Künstler im Showpalast München, als während Corona keine Live-Auftritte möglich waren.
Im selben Jahr drehte er außerdem den Serienpiloten Die Schönwetter‑Bullen in Österreich mit Anja Kruse, Philippe Brenninkmeyer, Rudi Roubinek, Olivia Silhavy, Roxanne Rapp und Michael Rast.
Mitte 2021 gab Saller bekannt, einen Film in seiner Heimat Plattling machen zu wollen. Mit einem von ihm geschriebenem Drehbuch begannen die Dreharbeiten im November 2021. Der Low-Budget-Film wurde durch regionale Sponsoren und der österreichischen Produktionsfirma Lieblingsfilm Österreich finanziert. Der Mysterythriller mit dem Titel The Dark Girl startete am 24. März 2023 im Kino.
Am 21. Juni 2023 folgte der erste deutsche Preis beim Camgaroo Award als „Bester Film“. Im Jahr 2024 wurde Enrico Saller mit dem Kulturpreis für seine Leistungen als Filmemacher in seiner Heimatregion ausgezeichnet. Zudem erhielt er den renommierten Camgaroo Award für das „Beste Filmprojekt in Entwicklung“ für ein noch nicht verfilmtes Drehbuch.

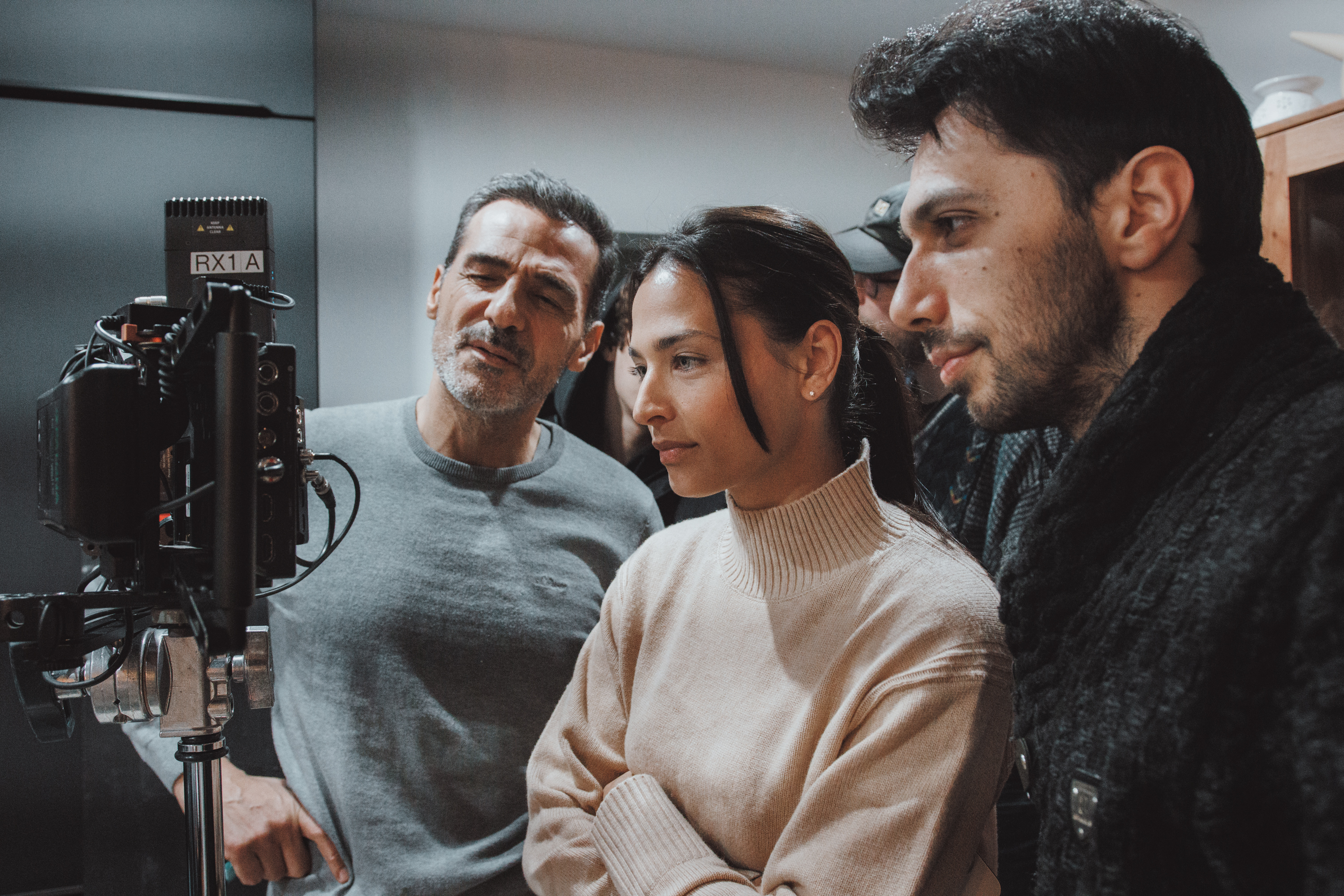
Enrico Saller (rechts) mit Erol Sander und Amira Aly während der Dreharbeiten zu Im Zeichen des Drachen (2024)

Im Jahr 2025 beendete Saller die Dreharbeiten zu seinem zweiten Kinofilm Im Zeichen des Drachen, einem Crime-Thriller mit Erol Sander, Amira Aly, Charles Rettinghaus, Erdogan Atalay und Nastassja Kinski, der im Bayerischen Wald auf Basis seines eigenen Drehbuchs realisiert wurde.

## Filmografie

### Film
- 2023: The Dark Girl (Produktion, Drehbuch, Regie)
- 2025: Im Zeichen des Drachen (Produktion, Drehbuch, Regie)

### Serie
- 2021: Die Schönwetter Bullen – Dienst ohne Vorschrift! (Regie)

### Dokumentarfilm
- 2022: Alfons Schuhbeck – Der Gewürzepapst (Regie, Kamera)

### Kurzfilm
- 2015: Memories of Love (Trailer)
- 2018: Memories (Produktion, Drehbuch, Regie)
- 2021: Lockdown – Ich will hier raus (Produktion, Drehbuch, Regie)

## Belege
1. ↑  https://www.idowa.de/regionen/viechtach/landkreis-regen/filmemacher-im-woid-regisseur-enrico-saller-plant-bayerwaldkrimi-3726909.html
2. ↑  https://www.idowa.de/inhalt.neues-vom-plattlinger-filmemacher-enrico-saller-drehte-musikvideo-mit-dsds-star-viviana.fcc4551e-8b7f-4c2e-878d-2e07b4bf4c74.html
3. ↑  https://deggendorf.niederbayerntv.de/mediathek/video/enrico-saller-zu-kurzfilmprojekt-memories-of-love-plattling
4. ↑  https://www.dasgelbeblatt.de/lokales/penzberg/penzbergerin-marina-hoeft-macht-bei-showprojekt-weneedlive-mit-90574517.html
5. ↑  https://www.kleinezeitung.at/service/topeasy/lebenshilfe_kaernten/5988503/Leichte-Sprache_Der-PublikumsLiebling-Anja-Kruse-dreht-eine
6. ↑  https://www.idowa.de/regionen/deggendorf/plattling/plattlinger-enrico-saller-fuehrte-regie-bei-pilotfilm-art-168309
7. ↑  Ein Känguru fürs dunkle Mädchen. In: pnp.de. 22. Juni 2023, abgerufen am 3. März 2024.
8. ↑  Landkreis Deggendorf verleiht Kulturpreis: Sieben Kategorien und ein Sonderpreis. Abgerufen am 8. Juni 2024.
9. ↑  https://www.bild.de/unterhaltung/stars-und-leute/nach-mordkommission-istanbul-erol-sander-ermittelt-als-tauber-kommissar-67d2961a7de6aa7483837a0a
10. ↑  https://www.blickpunktfilm.de/produktion/mit-erol-sander-bayrischer-lokal-krimi-im-zeichen-des-drachen-abgedreht-bf7a3418e3f44e0cc2842c984c5525b0
11. ↑  https://www.bild.de/unterhaltung/film-kino/amira-aly-film-ab-fuer-ein-neues-leben-erste-kino-rolle-67d552fa7de6aa7483839967
12. ↑  https://www.pnp.de/lokales/landkreis-deggendorf/einfach-bombastisch-letzte-klappe-fuer-erol-sander-im-bayerwald-krimi-faellt-bei-explosion-in-plattling-18366215

| Personendaten    | Personendaten                                   |
| ---------------- | ----------------------------------------------- |
| NAME             | Saller, Enrico                                  |
| KURZBESCHREIBUNG | deutscher Regisseur, Drehbuchautor und Fotograf |
| GEBURTSDATUM     | 12. August 1995                                 |
| GEBURTSORT       | Deggendorf, Bayern                              |